# شهرستان اتوکا
شهرستان اتوکا، اکلاهما (به انگلیسی: Atoka County, Oklahoma) شهرستانی در ایالات متحده آمریکا است که در اکلاهما واقع شده‌است.

## خصوصیات
شهرستان اتوکا ۲٬۵۶۴ کیلومترمربع مساحت دارد.